# Koski Tl
Koski Tl [ˈkɔski] (schwed. Koskis) ist eine Gemeinde in Südwestfinnland mit 2227 Einwohnern (Stand 31. Dezember 2022). Sie liegt in der Landschaft Varsinais-Suomi an der Staatsstraße von Turku nach Hämeenlinna. Die nächste Stadt ist Loimaa 30 km nördlich. Nach Turku sind es 57 km, in die Hauptstadt Helsinki 110 km.
Der Fluss Paimionjoki fließt durch das Gebiet von Koski. Nach seinen vielen Stromschnellen (finn. koski) erhielt der Ort seinen Namen. Der Namenszusatz Tl steht für Turun ja Porin lääni (die alte Provinz Turku-Pori) und diente ursprünglich dazu, Koski von der Gemeinde Koski Hl in der Provinz Häme zu unterscheiden. Auch nachdem Koski Hl seinen Namen in Hämeenkoski änderte, behielt Koski Tl den Namenszusatz.
Das Gebiet der Gemeinde ist stark durch die Landwirtschaft geprägt. 98,6 km² (rund die Hälfte des Gemeindegebiets) besteht aus landwirtschaftlichen Nutzflächen. Durch die ansonsten sehr flache Landschaft zieht sich der Os Hevolinnanharju. Nur 0,75 km² wird von Wasserflächen bedeckt. Die beiden einzigen Seen sind Hevolinnanjärvi und Liipola. Knapp die Hälfte der Einwohner der Gemeinde lebt im Gemeindezentrum Tuimala an der Stelle, wo die alte Landstraße nach Häme den Paimionjoki überquert. Andere Dörfer im Gemeindegebiet von Koski Tl sind Halikkola, Harmaa, Hongisto, Iso-Sorvasto, Jättälä, Kattelus, Koivukylä, Koski, Liipola, Myllykylä, Partela, Patakoski, Talola, Tapala, Tausela, Vähä-Sorvasto, Värmälä und Penninkulma.

## Söhne und Töchter der Gemeinde
- Henri Liipola (* 1994), Leichtathlet